# Större trädtangara
Större trädtangara (Camarhynchus psittacula) är en fågel i familjen tangaror inom ordningen tättingar. Den förekommer endast i Galápagosöarna. IUCN kategoriserar den som sårbar.

## Utseende och läte
Större trädtangara är med kroppslängden 13 cm, och som namnet avslöjar störst av trädtangarorna, med en kraftig näbb som är lika lång som hög. Näbbhalvornas spetsar korsar varandra något när näbben är stängd, likt en korsnäbb. Hanen har olivgrå ovansida och vitaktig undersida, med en svartaktig huva. Honan är färglöst gråbrun. Sången består av en upprepad serie med fyra till sex toner som avges parvis, på engelska återgivet som "chu-tzee chu-tzee chut-zee".

## Utbredning och systematik
Större trädtangara förekommer i Galápagosöarna och delas in i tre underarter med följande utbredning:
- Camarhynchus psittacula habeli – Pinta och Marchena
- Camarhynchus psittacula affinis – Isabela och Fernandina
- Camarhynchus psittacula psittacula – Seymour, Barrington, Santa Cruz, Floreana, Pinzón, Rabida, Santiago

### Släktestillhörighet
Arten placeras traditionellt i släktet Camarhynchus, men vissa inkluderar det i Geospiza.

### Familjetillhörighet
Liksom andra finkliknande tangaror placerades denna art tidigare i familjen Emberizidae. Genetiska studier visar dock att den är en del av tangarorna.

## Status
Större trädtangaran minskar kraftigt på ön Santa Cruz och tros minska även på andra öar på grund av habitatförlust. Fågeln är därför upptagen på internationella naturvårdsunionen IUCN:s röda lista över hotade arter, kategoriserad som sårbar (VU). Beståndet uppskattas till mellan 20 000 och 50 000 vuxna individer.

## Namn
Denna art tillhör en grupp fåglar som traditionellt kallas darwinfinkar. För att betona att de inte tillhör familjen finkar utan är istället finkliknande tangaror justerade BirdLife Sveriges taxonomikommitté 2020 deras namn i sin officiella lista över svenska namn på världens fågelarter.

## Bilder

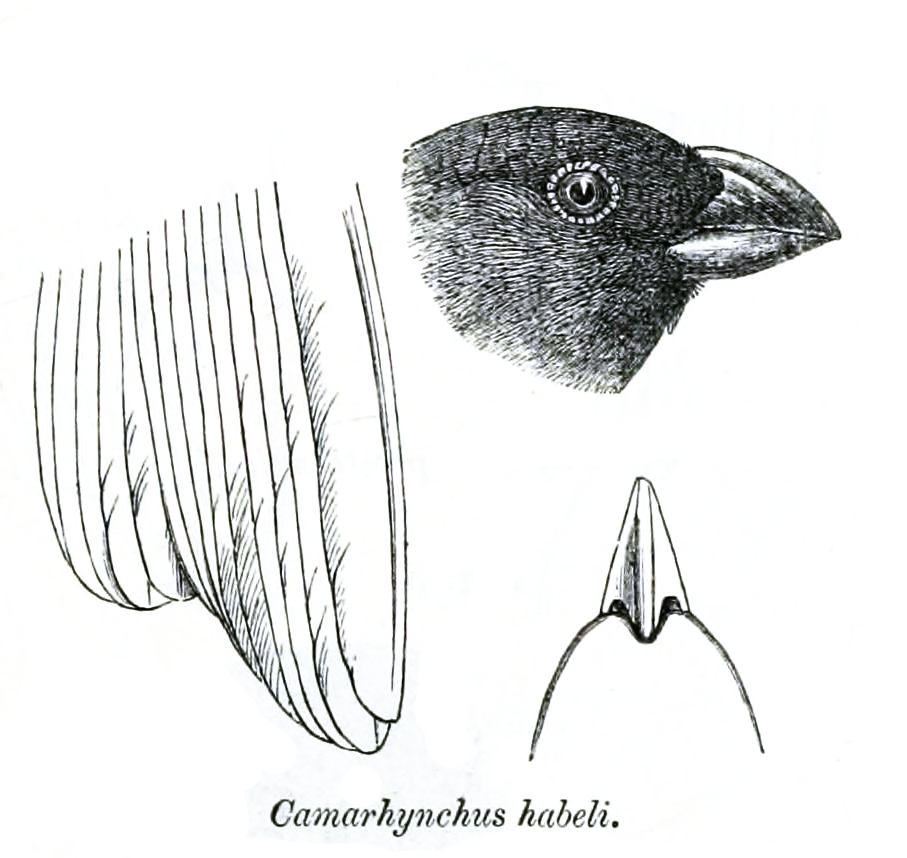